# متا-اوتونیت
متا-اوتونیت (به انگلیسی: Meta_autunite) با فرمول شیمیایی Ca[UO2 - PO4]2.2–6H2O از مجموعه کانی هاست و دارای لومینسانس ضعیف تر از اوتونیت با رادیواکتیویته قوی شبیه اوتونیت با پیشوند متا برای کمترین مقدار آب آن است. CaO:9.96% UO3:70.96% P2O5:17.61% H2O:۴٫۴۷٪ برای اولین بار در چک اسلواکی کشف شد و از نظر شکل بلور: پهن و کوتاه، رنگ: زرد لیمویی تا زرد متمایل به سبز، شفافیت: غیر شفاف - نیمه شفاف، جلا: صدفی - مات، رخ: خوب، سیستم تبلور: کوادراتیک و در رده‌بندی فسفات است و منشأ تشکیل آن ثانوی است.
، از نظر ژیزمان بلوری - آگرگاتهای پودری - پسودومرف فراوان است و بیشتر در آلمان، چک اسلواکی، پرتغال، فرانسه، انگلستان، آمریکا، استرالیا یافت می‌شود.